# Kavita Krishnamurthy
Kavita Krishnamurthy, nata Sharada Krishnamurthy (25 gennaio 1958), è una cantante indiana.
È nota come cantante in playback del cinema indiano, in particolare registra in quasi tutte le lingue dell'India, ovvero Hindi, Telugu, Marathi, inglese, Urdu, Bengali, Tamil, Malayalam, Kannada, Gujarati, Nepali, Bengali, Konkani e Odiya.
Dal 1999 è sposata con il violinista L. Subramaniam.